# Roland Nilsson
Roland Nilsson (* 27. November 1963 in Helsingborg) ist ein ehemaliger schwedischer Fußballspieler, der mittlerweile als Trainer tätig ist. Der Abwehrspieler, der 116 Länderspiele für die schwedische Nationalmannschaft bestritt, absolvierte seine aktive Laufbahn in Schweden und England. Sowohl als Spieler als auch als Trainer gewann er den schwedischen Meistertitel.

## Spielerkarriere

### Debüt
Nilsson debütierte 1981 als 17-Jähriger im Trikot von Helsingborgs IF in der Division 1. Schnell konnte er sich auf der Position des rechten Außenverteidigers in der Mannschaft behaupten und galt als eines der großen Talente des schwedischen Fußballs. Im gleichen Jahr nahm er mit der schwedischen Juniorennationalmannschaft an der U-18-Fußball-Europameisterschaft 1981 teil, als Gruppenzweiter hinter Polen wurde das Halbfinale jedoch verpasst.

### Erfolgreiche Jahre bei IFK Göteborg
1983 wechselte Nilsson in die Allsvenskan zu IFK Göteborg. Hier fand er sich jedoch in den ersten beiden Spielzeiten hauptsächlich auf der Bank wieder. Erst in der Spielzeit 1985 konnte er sich einen Stammplatz in der Abwehr erarbeiten. Als schwedischer Meister 1984 sein Klub für den Europapokal der Landesmeister 1985/86 qualifiziert und erreichte dort das Halbfinale gegen den FC Barcelona. Nach einem 3:0-Hinspielsieg gab es im Rückspiel nach einem Hattrick von Pichi Alonso eine 0:3-Niederlage, so dass das Elfmeterschießen entscheiden musste. Unglücklich schied Nilsson mit seiner Mannschaft mit 4:5 aus. Kurze Zeit später debütierte Nilsson in der schwedischen Nationalmannschaft beim 0:0-Unentschieden gegen Griechenland am 1. Mai 1986.
Es folgte das erfolgreiche Jahr 1987, in dem Nilsson eine Stütze der Mannschaft im UEFA-Pokal war, der durch einen 1:0-Heimsieg und ein 1:1-Unentschieden gegen Dundee United gewonnen wurde. Darüber hinaus gelang der Gewinn des schwedischen Meistertitels.

### Erster Englandaufenthalt
Nach Ende der Spielzeit 1989, in der nur der siebte Platz belegt wurde, verließ Nilsson Schweden und wechselte für 375.000 £ nach England zum Erstligisten Sheffield Wednesday. Zwar verpasste der Klub den Klassenerhalt, Nilsson entschied sich dennoch zu bleiben und schaffte mit dem Verein den sofortigen Wiederaufstieg in die Football League First Division. 1991 wurde der League Cup gewonnen und zwei Jahre später stand der Klub sowohl im League Cup als auch im FA Cup im Endspiel. Kurioserweise wurden beide Spiele jeweils mit 1:2 gegen den FC Arsenal verloren. Aufgrund seiner soliden Spielweise machte sich Nilsson sehr beliebt bei den Fans und gilt bei einigen als der beste ausländische Profi aller Zeiten beim Verein.
Mit Erreichen der Weltmeisterschaft 1990 konnte sich die schwedische Nationalmannschaft erstmals seit der Weltmeisterschaft 1978 wieder für ein internationales Turnier qualifizieren und Nilsson gehörte bei dem Turnier zum schwedischen Kader. Allerdings schied die Mannschaft nach drei 1:2-Niederlagen als Gruppenletzter in der Vorrunde aus, Nilsson spielte alle drei Partien. Auch bei der Europameisterschaft 92 im eigenen Land gehörte der Verteidiger zum Stammpersonal und schaffte den Einzug ins Halbfinale, wo sich Deutschland mit 3:2 durchsetzen konnte.

### Rückkehr nach Schweden
Im Januar 1994 erklärte Nilsson seinem englischen Arbeitgeber, dass er nach Schweden zurückkehren möchte. Der Verein bat ihn, bis zum Saisonende zu warten und erteilte ihm dann die Freigabe. Er kehrte dann ablösefrei zu seinem Heimatverein Helsingborgs IF zurück. Im Sommer erreichte er mit der Nationalmannschaft bei der Weltmeisterschaft 1994 das Halbfinale gegen Brasilien. Nach einer 0:1-Niederlage verpasste man das Endspiel, konnte sich aber nach einem deutlichen 4:0-Erfolg gegen lustlose Bulgaren über die Bronzemedaille freuen.
Mit Helsingborgs IF konnte Nilsson in der Allsvenskan und dem Pokal überraschen. Zwar wurde der große Titel verpasst, 1995 gelang dennoch die Vizemeisterschaft und ein Jahr später der dritte Platz. 1996 war eines seiner besten Jahre. Weder in der Liga noch in der Nationalmannschaft verpasste er ein Spiel. Am Saisonende wurde er mit dem Guldbollen als Schwedens Fußball des Jahres ausgezeichnet.

### Wieder nach England
1997, obwohl bereits 33 Jahre alt, unterbreitete Coventry City Nilsson ein Vertragsangebot für eine Rückkehr nach England. Ron Atkinson, einst der Trainer, der Nilsson nach Sheffield geholt hatte, und mittlerweile in Coventry tätig, wollte ihn wieder haben und der Verein überwies 200.000 £ für ihn. Nach einem schwachen Saisonstart wurde Atkinson entlassen und die Mannschaft kämpfte die ganze Saison gegen den Abstieg, der erst am letzten Spieltag vermieden wurde. Nilsson spielte eine weitere Saison für den Klub, ehe er im Sommer 1999 wieder zu Helsingborgs IF zurückkehrte.

### Rückkehr zu Helsingborgs IF
Im Oktober 1999 konnte Nilsson einen weiteren Meistertitel feiern, die erste Meisterschaft HIFs seit 1941. Bei der Europameisterschaft 2000 trat er zum letzten Mal bei einem Turnier an. Nachdem ihm im ersten Spiel gegen Belgien kurz vor der Pause ein Fehler unterlaufen war, der zum 0:1 durch Bart Goor führte, wurde er in der Halbzeitpause ausgewechselt. Anschließend kam er nicht mehr zum Einsatz und die Mannschaft schied in der Vorrunde aus. Am 11. Oktober 2000 verabschiedete er sich vom internationalen Fußball mit einem 0:0 im Länderspiel gegen die Slowakei. Dies ist sein 116. Länderspiel gewesen, damit steht er in der Länderspielliste hinter Thomas Ravelli (143 Einsätze) an zweiter Stelle.

## Trainerkarriere

### In England als Spielertrainer
Nach Saisonende 2000 kehrte Nilsson als gedachte Übergangslösung als Spielertrainer zu Coventry City zurück, die sich in akuter Abstiegsgefahr befanden. Nach einer Reihe von Siegen wurde ihm eine feste Anstellung geboten. Kurze Zeit später verließ ihn jedoch das Glück und nachdem es wieder bergab ging, konzentrierte sich Nilsson nur noch auf den Trainerjob und hängte die Kickstiefel an den Nagel. Dies brachte den Erfolg nicht zurück und im April 2002 wurde Nilsson entlassen.

### Trainer in Schweden
Nilsson kehrte nach Schweden zurück und übernahm zunächst einen Jugendtrainerposten bei Helsingborgs IF. 2004 nahm er ein Angebot von GAIS Göteborg an, deren Trainer zu werden. Als Tabellendritter der Superettan 2005 qualifizierte er sich mit dem Klub für die Relegationsspiele zur Allsvenskan. Nach einem 2:1-Erfolg im Hinspiel gegen Landskrona BoIS reichte ein 0:0-Unentschieden im Rückspiel, um den Aufstieg perfekt zu machen. In der Saison 2006 erreichte er mit dem 10. Platz den Klassenerhalt.
Im Januar 2008 übernahm Nilsson das Traineramt beim Malmö FF. In den ersten beiden Spielzeiten belegte er mit der Mannschaft am Saisonende Plätze im mittleren Tabellenbereich. In der Spielzeit 2010 duellierte sich schließlich die in den vorangegangenen Jahren insbesondere mit jungen Spielern wie Ivo Pękalski, Daniel Larsson, Agon Mehmeti, Guillermo Molins und Johan Dahlin verstärkte Mannschaft mit Helsingborgs IF um den Meistertitel. Mit zwei Punkten Vorsprung holte sich der Klub am letzten Spieltag den Lennart-Johansson-Pokal als Auszeichnung.

### Wechsel ins Ausland
Nach dem Meisterschaftserfolg kamen Gerüchte hinsichtlich eines Wechsels nach Dänemark zum FC Kopenhagen auf. Im März wurde erstmals von tatsächlichen Verhandlungen zwischen Malmö FF und dem dänischen Klub berichtet. Am 1. April gab schließlich der FC Kopenhagen auf seiner Vereinshomepage bekannt, den Schweden ab 1. Juli als neuen Cheftrainer verpflichtet zu haben. Während er mit dem Klub in der dänischen Meisterschaft an der Tabellenspitze rangierte, scheiterte die Mannschaft im Europapokal frühzeitig. Zunächst verpasste sie gegen Viktoria Pilsen den Einzug in die Gruppenphase der UEFA Champions League 2011/12, anschließend beendete sie die Gruppenphase in der UEFA Europa League 2011/12 nach nur einem Sieg gegen Worskla Poltawa hinter den fürs Sechzehntelfinale qualifizierten Standard Lüttich und Hannover 96 als Gruppendritter. Am 9. Januar 2012 gab der Verein bekannt, dass die Zusammenarbeit mit Nilsson beendet sei.

### Verbandstrainer im Nachwuchsbereich und Rückkehr in den schwedischen Profifußball
2014 wurde Nilsson Trainer der schwedischen U-17-Nationalmannschaft, mit der er zweimal die Qualifikation zur Weltmeisterschaft verpasste. Nach der U-21-Europameisterschaft 2017, als der Titelverteidiger in der Vorrunde scheiterte, folgte er Håkan Ericson im Sommer 2017 in das Amt des Trainers der schwedischen U-21-Nationalmannschaft der Männer. In der Qualifikation zur U-21-EM-Endrunde 2019 platzierte er sich mit der Auswahlmannschaft als Gruppenzweiter hinter der belgischen U-21-Auswahlmannschaft, verpasste aber als fünftbester Zweitplatzierter knapp die Play-off-Spiele der vier besten Gruppenzweiten. In einer durch die COVID-19-Pandemie durcheinandergewirbelten Qualifikationsrunde zum folgenden U-21-EM-Finalturnier belegte er Anfang September 2020 nach je drei Siegen und Niederlagen hinter Irland, Italien und Island den vierten Rang.
Zu diesem Zeitpunkt erhielt Nilsson ein Angebot seines Ex-Klubs IFK Göteborg, der nach zwei Dritteln der Spielzeit 2020 zwei Punkte vor einem Abstiegsplatz liegend den bisherigen Cheftrainer Poya Asbaghi von seinen Aufgaben entbunden hatte. Am 11. September 2020 unterzeichnete er beim Klub einen bis Ende 2022 gültigen Vertrag. Mit sechs Punkten Vorsprung auf den von Kalmar FF belegten Relegationsplatz hielt er mit dem Klub die Klasse. Trotz eines 0:0-Unentschiedens im letzten Spiel vor der Sommerpause gegen Tabellenführer Djurgårdens IF trennte sich der Klub Anfang Juni 2021 von ihm, in den ersten acht bis dato ausgetragenen Saisonspielen war nur ein Saisonsieg gelungen und die Mannschaft stand mit neun Punkten erneut im hinteren Tabellendrittel. Mit Rückkehrer Mikael Stahre, 2012 bis 2014 bereits Trainer der Göteborger, wurde bereits am selben Tag der Nachfolger verpflichtet.

## Erfolge
- Weltmeisterschaftsdritter: 1994
- UEFA-Pokal-Sieger: 1987
- Schwedischer Meister: 1984, 1987, 1999 (Spieler), 2010 (Trainer)
- League Cup: 1991
- Guldbollen: 1996